# لويس دي ألميدا
لويس دي ألميدا (بالبرتغالية: Luiz Almeida‏) هو طبيب وجراح ومبشر برتغالي، ولد في 1525 في لشبونة في البرتغال، وتوفي في 1583.